# Augustus William Hare

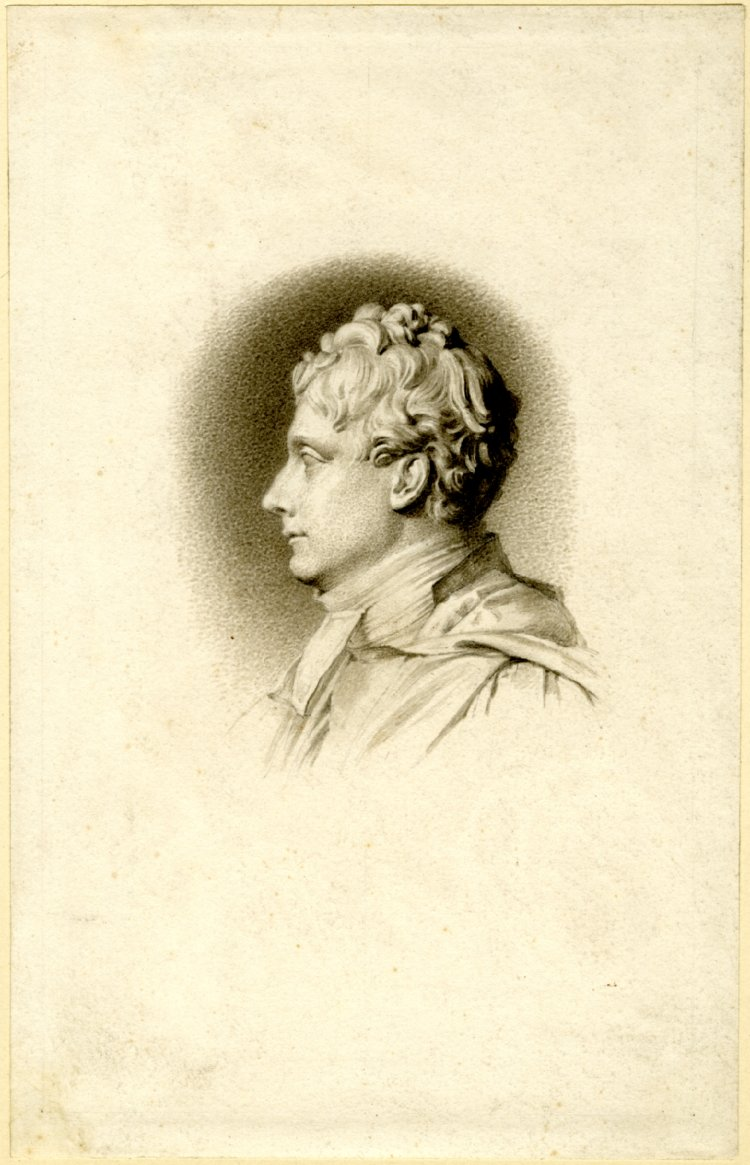
Retrato de Augustus William Hare, feito pelo pintor inglês John Agar.

Augustus William Hare (17 de novembro de 1792 — 22 de janeiro de 1834) foi um escritor britânico.